# Oliarus fusconebulosus
Oliarus fusconebulosus är en insektsart som beskrevs av William Lucas Distant 1906. Oliarus fusconebulosus ingår i släktet Oliarus och familjen kilstritar. Inga underarter finns listade i Catalogue of Life.